# Kivurugu
Kivurugu är ett periodiskt vattendrag i Burundi.   Det ligger i provinsen Ruyigi, i den centrala delen av landet, 80 kilometer öster om huvudstaden Bujumbura.
Omgivningarna runt Kivurugu är en mosaik av jordbruksmark och naturlig växtlighet. Runt Kivurugu är det ganska tätbefolkat, med 100 invånare per kvadratkilometer.